# Foo Fighters-diszkográfia
A Foo Fighters amerikai rockegyüttes  diszkográfiája tizenegy stúdióalbumot, egy koncertalbumot, két válogatásalbumot, négy középlemezt, harminckilenc kislemezt és harminchat videófilmet tartalmaz.

## Stúdióalbumok
| - RIAA: platina - ARIA: 2x platina - BPI: 2x platina - IFPI: arany | - IFPI: arany - IFPI: arany - MC: platina - RMNZ: arany |

| - RIAA: platina - ARIA: 3x platina - BPI: 2x platina - IFPI: arany - IFPI: arany | - IFPI: arany - IRMA: 2x platina - MC: 3x platina - RMNZ: 4x platina |

| - RIAA: arany - ARIA: 2x platina - BPI: 2x platina - BVMI: arany | - IFPI: arany - IRMA: platina - MC: platina - RMNZ: 2x platina |

| - RIAA: arany - ARIA: 2x platina - BPI: platina - BVMI: arany - IFPI: arany - IFPI: arany | - IFPI: arany - IFPI: arany - IRMA: arany - MC: platina - NVPI: arany - RMNZ: platina |

| - ARIA: platina - BPI: arany - BVMI: arany - IFPI: arany | - MC: platina - RMNZ: platina |

## Koncertalbumok
| 2006                                                                                       | Skin and Bones - Megjelent: 2006. november 7. - Kiadó: RCA - Formátum: CD, LP | 21 | 1 | 30 | 67 | 33 | 37 | 1 | 51 | 40 | 35 | - ARIA: arany - BPI: arany - IRMA: arany |
| a "—" jelöli, ha a felvétel nem kapott helyezést, vagy nem lett kiadva az adott területen. |                                                                               |    |   |    |    |    |    |   |    |    |    |                                          |

## Válogatásalbumok
| Év                                                                                         | Album információ                                                                       | Helyezések | Helyezések | Helyezések | Helyezések | Helyezések | Helyezések | Helyezések | Helyezések | Helyezések | Helyezések | Helyezések | Helyezések | Helyezések | Eladási minősítések                                                                            |
| Év                                                                                         | Album információ                                                                       | US         | AUS        | AUT        | CAN        | FIN        | GER        | IRL        | NLD        | NZL        | NOR        | SWE        | SWI        | UK         | Eladási minősítések                                                                            |
| ------------------------------------------------------------------------------------------ | -------------------------------------------------------------------------------------- | ---------- | ---------- | ---------- | ---------- | ---------- | ---------- | ---------- | ---------- | ---------- | ---------- | ---------- | ---------- | ---------- | ---------------------------------------------------------------------------------------------- |
| 2009                                                                                       | Greatest Hits - Megjelent: 2009. november 3. - Kiadó: RCA - Formátum: CD, LP, letöltés | 11         | 1          | 10         | 6          | 22         | 8          | 6          | 9          | 1          | 7          | 12         | 16         | 4          | - ARIA: 3x platina - BPI: 2x platina - IFPI: arany - IRMA: platina - MC: arany - RMNZ: platina |
| 2011                                                                                       | Medium Rare - Megjelent: 2011. április 16. - Kiadó: Roswell, RCA - Formátum: CD, LP    | —          | —          | —          | —          | —          | —          | —          | 51         | —          | —          | —          | —          | 164        |                                                                                                |
| a "—" jelöli, ha a felvétel nem kapott helyezést, vagy nem lett kiadva az adott területen. |                                                                                        |            |            |            |            |            |            |            |            |            |            |            |            |            |                                                                                                |

## Középlemezek
| Five Songs and a Cover                                                                     | - Megjelent: 2005. november 20. - Kiadó: RCA - Formátum: CD               | —   |
| iTunes Festival: London 2011                                                               | - Megjelent: 2011 - Kiadó: RCA - Formátum: letöltés                       | 167 |
| Songs From the Laundry Room                                                                | - Megjelent: 2015. április 18. - Kiadó: RCA - Formátum: 10" LP, letöltés  | —   |
| Saint Cecilia                                                                              | - Megjelent: 2015. november 23. - Kiadó: RCA - Formátum: 12" LP, letöltés | 35  |
| a "—" jelöli, ha a felvétel nem kapott helyezést, vagy nem lett kiadva az adott területen. |                                                                           |     |

### Foo Files
2019-től a zenekar archív és koncertfelvételeket adott ki digitális formában, Foo Files néven.
| Cím                         | Megjegyzések |
| --------------------------- | --- |
| 00950025                    | - Megjelent: 2019. július 5. Három koncertfelvétel: kettő az 1995-ös Reading fesztiválról, valamint egy, a The Chapelben rögzített dal (2000-ből). |
| 00111125 - Live in London   | - Megjelent: 2019. július 16. Megegyezik az iTunes Festival: London 2011 középlemezzel                                                             |
| 00070725 Live At Studio 606 | - Megjelent: 2019. szeptember 13. A zenekar saját stúdiójában rögzített felvétel 2007-ből                                                          |
| 00050525 Live In Roswell    | - Megjelent: 2019. szeptember 20. A Walker Air Force Base katonai bázison tartott 2005-ös koncert                                                  |
| 01070725                    | - Megjelent: 2019. szeptember 27. B-oldali felvételek az Echoes, Silence, Patience & Grace lemezről                                                |
| 00020225                    | - Megjelent: 2019. október 18. B-oldali felvételek a One by One lemezről                                                                           |
| 01050525                    | - Megjelent: 2019. november 8. B-oldali felvételek az In Your Honor lemezről                                                                       |
| 00999925                    | - Megjelent: 2019. december 13. B-oldali felvételek a There is Nothing Left to Lose lemezről                                                       |
| 00979725                    | - Megjelent: 2019. december 20. B-oldali felvételek a The Colour and the Shape lemezről                                                            |
| 00959525                    | - Megjelent: 2020. január 3. B-oldali felvételek a Foo Fighters lemezről                                                                           |

## Kislemezek
| Cím | Év   | Helyezések | Helyezések | Helyezések | Helyezések | Helyezések | Helyezések | Helyezések | Helyezések | Helyezések | Helyezések | Eladási minősítések                                    | Album                             |
| Cím | Év   | US         | US Air     | US Alt     | US Main    | US Rock    | AUS        | CAN        | NLD        | NZ         | UK         | Eladási minősítések                                    | Album                             |
| --- | ---- | ---------- | ---------- | ---------- | ---------- | ---------- | ---------- | ---------- | ---------- | ---------- | ---------- | ------------------------------------------------------ | --------------------------------- |
| This Is a Call | 1995 | —          | 35         | 2          | 6          | ×          | 9          | 35         | 32         | 11         | 5          |                                                        | Foo Fighters                      |
| I'll Stick Around | 1995 | —          | 51         | 8          | 12         | ×          | —          | —          | —          | —          | 18         |                                                        | Foo Fighters                      |
| For All the Cows | 1995 | —          | —          | —          | —          | ×          | —          | —          | —          | —          | 28         |                                                        | Foo Fighters                      |
| Big Me | 1996 | —          | 13         | 3          | 18         | ×          | —          | 16         | —          | —          | 19         |                                                        | Foo Fighters                      |
| Monkey Wrench | 1997 | —          | 58         | 9          | 9          | ×          | 17         | 37         | —          | —          | 12         |                                                        | The Colour and the Shape          |
| Everlong | 1997 | —          | 42         | 3          | 4          | ×          | 45         | —          | —          | 34         | 18         | - RIAA: arany                                          | The Colour and the Shape          |
| My Hero | 1998 | —          | 59         | 6          | 8          | ×          | —          | —          | —          | —          | 21         |                                                        | The Colour and the Shape          |
| Walking After You | 1998 | —          | —          | 12         | —          | ×          | —          | —          | —          | 48         | 20         |                                                        | The X-Files soundtrack            |
| Learn to Fly | 1999 | 19         | 13         | 1          | 2          | ×          | 36         | 13         | 72         | 23         | 21         | - RIAA: arany - MC: arany                              | There Is Nothing Left to Lose     |
| Stacked Actors | 2000 | —          | —          | 25         | 9          | ×          | —          | —          | —          | —          | —          |                                                        | There Is Nothing Left to Lose     |
| Generator | 2000 | —          | —          | —          | —          | ×          | 31         | —          | —          | —          | 151        |                                                        | There Is Nothing Left to Lose     |
| Breakout | 2000 | —          | —          | 8          | 11         | ×          | —          | —          | 48         | —          | 29         |                                                        | There Is Nothing Left to Lose     |
| Next Year | 2000 | —          | —          | 17         | —          | ×          | —          | —          | 92         | —          | 42         |                                                        | There Is Nothing Left to Lose     |
| The One | 2002 | —          | —          | 14         | 20         | ×          | 21         | ×          | —          | —          | 77         |                                                        | Orange County: The Soundtrack     |
| All My Life | 2002 | 43         | 41         | 1          | 3          | ×          | 20         | ×          | 95         | 46         | 5          |                                                        | One by One                        |
| Times Like These | 2003 | 65         | 64         | 5          | 5          | ×          | 22         | ×          | 90         | —          | 12         | - RIAA: arany                                          | One by One                        |
| Low | 2003 | —          | —          | 15         | 23         | ×          | 40         | ×          | 100        | —          | 21         |                                                        | One by One                        |
| Have It All | 2003 | —          | —          | —          | —          | ×          | 71         | ×          | —          | —          | 37         |                                                        | One by One                        |
| Best of You | 2005 | 18         | 46         | 1          | 1          | ×          | 5          | ×          | 94         | 38         | 4          | - RIAA: platina - MC: arany - BPI: ezüst               | In Your Honor                     |
| DOA | 2005 | 68         | 67         | 1          | 5          | ×          | 39         | ×          | 86         | 34         | 25         | - RIAA: arany                                          | In Your Honor                     |
| Resolve | 2005 | —          | —          | —          | —          | ×          | —          | ×          | 82         | 39         | 32         |                                                        | In Your Honor                     |
| No Way Back/Cold Day in the Sun | 2006 | —          | —          | 2          | 6          | ×          | —          | ×          | —          | —          | 64         |                                                        | In Your Honor                     |
| The Pretender | 2007 | 37         | 59         | 1          | 1          | ×          | 10         | 15         | 39         | 9          | 8          | - RIAA: arany - ARIA: arany - MC: platina - BPI: ezüst | Echoes, Silence, Patience & Grace |
| Long Road to Ruin | 2007 | 89         | 69         | 1          | 2          | ×          | 38         | 42         | —          | 21         | 35         |                                                        | Echoes, Silence, Patience & Grace |
| Cheer Up, Boys (Your Make Up Is Running) | 2008 | —          | —          | —          | —          | ×          | —          | —          | —          | —          | 194        |                                                        | Echoes, Silence, Patience & Grace |
| Let It Die | 2008 | —          | —          | 1          | 5          | ×          | —          | 58         | —          | —          | —          |                                                        | Echoes, Silence, Patience & Grace |
| Wheels | 2009 | 72         | 71         | 3          | 4          | 1          | 21         | 22         | 45         | 13         | 22         |                                                        | Greatest Hits                     |
| Rope | 2011 | 68         | 58         | 1          | 1          | 1          | 55         | 41         | 31         | —          | 22         |                                                        | Wasting Light                     |
| Walk | 2011 | 83         | 61         | 1          | 1          | 1          | 57         | 49         | 58         | 38         | 57         |                                                        | Wasting Light                     |
| Arlandria | 2011 | —          | —          | —          | —          | —          | —          | —          | —          | —          | 79         |                                                        | Wasting Light                     |
| These Days | 2011 | —          | 94         | 2          | 3          | 2          | 60         | 63         | —          | —          | —          | - ARIA: arany                                          | Wasting Light                     |
| Bridge Burning | 2012 | —          | —          | 25         | 14         | 22         | —          | 75         | —          | —          | —          |                                                        | Wasting Light                     |
| Something from Nothing | 2014 | —          | 84         | 1          | 1          | 8          | 53         | 63         | 57         | 32         | 73         |                                                        | Sonic Highways                    |
| The Feast and the Famine | 2014 |            |            |            |            | 37         |            |            |            |            |            |                                                        | Sonic Highways                    |
| Congregation | 2014 |            |            | 5          | 1          | 21         |            |            |            |            |            |                                                        | Sonic Highways                    |
| What Did I Do? / God As My Witness | 2014 |            |            |            |            |            |            |            |            |            |            |                                                        | Sonic Highways                    |
| Outside | 2015 |            |            | 11         | 7          | 39         |            |            |            |            |            |                                                        | Sonic Highways                    |
| Saint Cecilia | 2015 |            |            | 12         | 3          | 33         |            |            |            |            |            |                                                        | Saint Cecilia (EP)                |
| Run | 2017 |            |            |            |            |            |            |            |            |            |            |                                                        | Concrete and Gold                 |
| The Sky Is a Neighborhood | 2017 |            |            |            |            |            |            |            |            |            |            |                                                        | Concrete and Gold                 |
| a "—" jelöli, ha a felvétel nem kapott helyezést, vagy nem lett kiadva az adott területen. az "×" jelöli, ha abban az időszakban a lista nem létezett vagy nem lett archiválva. |      |            |            |            |            |            |            |            |            |            |            |                                                        |                                   |

### Promóciós kislemezek
| Exhausted                                                                                  | 1995 | —  | —  | —  | —  | —  | —   | —  | Foo Fighters                      |
| Alone + Easy Target                                                                        | 1996 | —  | —  | —  | —  | —  | —   | —  | Foo Fighters                      |
| Baker Street                                                                               | 1998 | —  | 34 | —  | —  | —  | —   | —  | "My Hero"                         |
| Darling Nikki                                                                              | 2003 | 15 | —  | —  | —  | —  | —   | —  | "Have it All"                     |
| Miracle                                                                                    | 2006 | —  | —  | 39 | —  | —  | —   | —  | In Your Honor                     |
| Virginia Moon                                                                              | 2006 | —  | —  | —  | —  | —  | —   | —  | In Your Honor                     |
| Keep the Car Running                                                                       | 2008 | —  | —  | —  | —  | 96 | —   | —  | "Let It Die"                      |
| Summer's End                                                                               | 2008 | —  | —  | —  | —  | —  | —   | —  | Echoes, Silence, Patience & Grace |
| Word Forward                                                                               | 2010 | —  | —  | —  | —  | —  | 109 | —  | Greatest Hits                     |
| White Limo                                                                                 | 2011 | —  | —  | —  | —  | —  | —   | 29 | Wasting Light                     |
| Better Off                                                                                 | 2011 | —  | —  | —  | —  | —  | —   | 5  | Wasting Light                     |
| Back & Forth                                                                               | 2012 | —  | —  | —  | 24 | —  | —   | —  | Wasting Light                     |
| a "—" jelöli, ha a felvétel nem kapott helyezést, vagy nem lett kiadva az adott területen. |      |    |    |    |    |    |     |    |                                   |

## Videók
| 2003                                           | Everywhere but Home - Megjelent: 2003. november 25. - Kiadó: Roswell/RCA (#566509) - Formátum: DVD                        | 22 | 1  | 8 | - RIAA: arany - ARIA: 3x platina |
| 2006                                           | Skin and Bones - Megjelent: 2006. november 7. - Kiadó: RCA (#88697024519) - Formátum: DVD                                 | 21 | 4  | 3 | - ARIA: 2x platina               |
| 2006                                           | Skin and Bones & Live in Hyde Park - Megjelent: 2006. november 7. - Kiadó: RCA (#88697032399) - Formátum: DVD             | —  | 14 | 1 | - ARIA: 3x platina               |
| 2008                                           | Live at Wembley Stadium - Megjelent: 2008. augusztus 25. - Kiadó: RCA (#377594) - Formátum: DVD, Blu-ray                  | 18 | 2  | 7 | - ARIA: 3x platina               |
| 2011                                           | Foo Fighters: Back and Forth - Megjelent: 2011. június - Kiadó: Columbia Records - Formátum: DVD, Blu-ray                 | 1  | 1  | 1 | - RIAA: arany - ARIA: platina    |
| 2014                                           | Foo Fighters: Sonic Highways - Megjelent: 2014. október 6. - Kiadó: Roswell Films, LLC - Formátum: Letöltés, DVD, Blu-ray | 1  | 1  |   | - ARIA: arany - ABPD: arany      |
| a "—" jelöli, ha a videó nem ért el helyezést. | |    |    |   |                                  |

## Videóklipek
| #  | Év   | Dal                                                 | Rendező                                                                                   |
| -- | ---- | --------------------------------------------------- | ----------------------------------------------------------------------------------------- |
| 1  | 1995 | I'll Stick Around                                   | Gerald Casale                                                                             |
| 2  | 1996 | Big Me                                              | Jesse Peretz                                                                              |
| 3  | 1997 | Monkey Wrench                                       | Dave Grohl                                                                                |
| 4  | 1997 | Everlong                                            | Michel Gondry                                                                             |
| 5  | 1998 | My Hero                                             | Dave Grohl                                                                                |
| 6  | 1998 | Walking After You                                   | Matthew Rolston                                                                           |
| 7  | 1999 | Learn to Fly                                        | Jesse Peretz                                                                              |
| 8  | 2000 | Breakout                                            | The Malloys                                                                               |
| 9  | 2000 | Generator                                           | Nincs említve                                                                             |
| 10 | 2000 | Next Year                                           | Phil Harder                                                                               |
| 11 | 2002 | The One                                             | Jesse Peretz                                                                              |
| 12 | 2002 | All My Life                                         | Dave Grohl                                                                                |
| 13 | 2002 | Walking a Line                                      | Jordyn Blum és Chris Osterhus                                                             |
| 14 | 2002 | Times Like These                                    | Liam Lynch (korai változat) Marc Klasfeld Dave Grohl és Bill Yukich (akusztikus változat) |
| 15 | 2004 | Low                                                 | Jesse Peretz                                                                              |
| 16 | 2005 | Best of You                                         | Mark Pellington                                                                           |
| 17 | 2005 | DOA                                                 | Mike Palmieri                                                                             |
| 18 | 2005 | Resolve                                             | Mike Palmieri                                                                             |
| 19 | 2006 | No Way Back                                         | Nick Wickham                                                                              |
| 20 | 2007 | The Pretender                                       | Sam Brown                                                                                 |
| 21 | 2007 | Long Road to Ruin                                   | Jesse Peretz                                                                              |
| 22 | 2009 | Wheels                                              | Sam Brown                                                                                 |
| 23 | 2011 | White Limo                                          | Dave Grohl                                                                                |
| 24 | 2011 | Rope                                                | Dave Grohl                                                                                |
| 25 | 2011 | Bridge Burning (Videókészítő-verseny győztes*)      | Will Doyle és Richard Peete                                                               |
| 26 | 2011 | Rope (Videókészítő-verseny győztes*)                | Djay Brawner                                                                              |
| 27 | 2011 | Dear Rosemary (Videókészítő-verseny győztes*)       | Karl Richter                                                                              |
| 28 | 2011 | White Limo (Videókészítő-verseny győztes*)          | Randy Scott Slavin                                                                        |
| 29 | 2011 | Arlandria (Videókészítő-verseny győztes*)           | Nicholas Spaventa                                                                         |
| 30 | 2011 | These Days (Videókészítő-verseny győztes*)          | Jay Hollinsworth                                                                          |
| 31 | 2011 | Back & Forth (Videókészítő-verseny győztes*)        | Justin Staggs                                                                             |
| 32 | 2011 | A Matter of Time (Videókészítő-verseny győztes*)    | Genie Wiggins                                                                             |
| 33 | 2011 | Miss the Misery (Videókészítő-verseny győztes*)     | Pete Levin                                                                                |
| 34 | 2011 | I Should Have Known (Videókészítő-verseny győztes*) | Daniel Fickle                                                                             |
| 35 | 2011 | Walk (Videókészítő-verseny győztes*)                | Phil Hodges                                                                               |
| 36 | 2011 | Walk                                                | Sam Jones                                                                                 |
| 37 | 2011 | Hot Buns                                            | Dave Grohl                                                                                |
| 38 | 2011 | Arlandria                                           | Nick Wickham                                                                              |
| 39 | 2012 | These Days                                          | Wayne Isham                                                                               |
| 40 | 2014 | Something from Nothing                              | Dave Grohl                                                                                |
| 41 | 2014 | The Feast and the Famine                            | Dave Grohl                                                                                |
| 42 | 2014 | Congregation                                        | Dave Grohl                                                                                |
| 43 | 2014 | What Did I Do? / God As My Witness                  | Dave Grohl                                                                                |
| 44 | 2014 | Outside                                             | Dave Grohl                                                                                |
| 45 | 2014 | In the Clear                                        | Dave Grohl                                                                                |
| 46 | 2014 | Subterranean                                        | Dave Grohl                                                                                |
| 47 | 2014 | I Am a River                                        | Dave Grohl                                                                                |
| 48 | 2017 | Run                                                 | Dave Grohl                                                                                |
| 49 | 2017 | The Sky Is A Neighborhood                           | Dave Grohl                                                                                |
| 50 | 2020 | Shame Shame                                         | Paola Kudacki                                                                             |
| 51 | 2021 | Waiting On A War                                    | Paola Kudacki                                                                             |
| 52 | 2021 | No Son of Mine                                      | Danny Clinch és Emlyn Davies                                                              |

## Egyéb megjelenések
| #  | Év   | Dal                                          | Album                                                         |
| -- | ---- | -------------------------------------------- | ------------------------------------------------------------- |
| 1  | 1996 | Alone+Easy Target                            | Big Shiny Tunes                                               |
| 2  | 1996 | This Is a Call                               | Triple J Hottest 100 Volume 3                                 |
| 3  | 1996 | Down in the Park                             | Songs in the Key of X: Music From and Inspired by The X-Files |
| 4  | 1997 | This Is a Call (live)                        | Tibetan Freedom Concert                                       |
| 5  | 1997 | Dear Lover                                   | Scream 2: Music From The Dimension Motion Picture             |
| 6  | 1998 | Baker Street                                 | Come Again / Essential Interpretations                        |
| 7  | 1998 | A320                                         | Godzilla Soundtrack                                           |
| 8  | 1998 | Walking After You                            | The X-Files: The Album                                        |
| 9  | 1998 | Friend of a Friend (live)                    | Melody Maker: Steve Lamacq's Bootleg Session                  |
| 10 | 1998 | My Hero                                      | Big Shiny Tunes 3                                             |
| 11 | 1998 | Monkey Wrench                                | Triple J Hottest 100, Volume 5                                |
| 12 | 1999 | My Hero                                      | Varsity Blues filmzene                                        |
| 13 | 1999 | I'll Stick Around                            | MTV: The First 1000 Years: Rock                               |
| 14 | 2000 | Have a Cigar (Brian May-el)                  | Music from and Inspired by Mission: Impossible II             |
| 15 | 2000 | Breakout                                     | Me, Myself & Irene Soundtrack                                 |
| 16 | 2000 | Everlong (live)                              | Cold: Live at the Chapel                                      |
| 17 | 2000 | My Hero (Worcester Firefighters Tribute mix) | WAAF Survive This!                                            |
| 18 | 2000 | My Hero (live)                               | Live X6 Walk Unafraid                                         |
| 19 | 2000 | Learn to Fly                                 | Triple J Hottest 100, Volume 7                                |
| 20 | 2001 | Generator                                    | Triple J Hottest 100, Volume 8                                |
| 21 | 2001 | Win or Lose                                  | Music from the Motion Picture Out Cold                        |
| 22 | 2001 | The One                                      | Orange County: The Soundtrack                                 |
| 23 | 2002 | Generator                                    | Big Day Out Disrespective                                     |
| 24 | 2002 | The One                                      | Big Day Out 03                                                |
| 25 | 2003 | All My Life                                  | Triple J Hottest 100, Volume 10                               |
| 26 | 2003 | Times Like These                             | American Wedding: Music From the Motion Picture               |
| 27 | 2004 | Gas Chamber                                  | Rock Against Bush, Vol. 2                                     |
| 28 | 2004 | Learn to Fly                                 | Committed 2 Rock                                              |
| 29 | 2005 | Danny Says                                   | CBGB Forever                                                  |
| 30 | 2005 | All My Life                                  | Later with Jools Holland: World                               |
| 31 | 2006 | DOA (live)                                   | Radio 1's Live Lounge                                         |
| 32 | 2006 | Best of You                                  | Grammy Nominees 2006                                          |
| 33 | 2006 | DOA                                          | triple j - Hottest 100: Vol 13                                |
| 34 | 2007 | Band on the Run                              | Radio 1 Established 1967                                      |
| 35 | 2007 | Razor                                        | Catch and Release soundtrack                                  |
| 36 | 2007 | Times Like These (live)                      | Radio 1's Live Lounge - Volume 2                              |
| 37 | 2007 | Times Like These (live)                      | Live Earth: The Concerts for a Climate in Crisis              |
| 38 | 2008 | The Pretender                                | Triple J Hottest 100 Volume 15                                |
| 39 | 2010 | Virginia Moon (Norah Jones-szal)             | ...Featuring                                                  |
| 40 | 2011 | My Hero                                      | Songs for Japan                                               |
| 41 | 2011 | Times Like These                             | The Best of BBC Radio 1's Live Lounge                         |
| 42 | 2011 | Walk                                         | Thor filmzene                                                 |
| 43 | 2011 | Miss the Misery                              | Real Steel filmzene                                           |
| 44 | 2011 | Requiem (BBC live változat)                  | Absolute Respect                                              |
| 45 | 2013 | Fortunate Son                                | Wrote a Song for Everyone                                     |